# Olympische Sommerspiele 2020/Wasserspringen – 10 m Synchronspringen (Männer)
Das 10-m-Synchronspringen der Männer bei den Olympischen Spielen 2020 in Tokio fand am 26. Juli 2021 im Tokyo Aquatics Centre statt.

## Titelträger
| Olympiasieger | Chen Aisen / Lin Yue  | 496,98 | Rio de Janeiro 2016 |
| Weltmeister   | Cao Yuan / Chen Aisen | 486,93 | Gwangju 2019        |

## Qualifizierte Nationen
| Qualifikationswettbewerb        | Datum             | Ort          | Plätze | Qualifizierte NOKs |
| ------------------------------- | ----------------- | ------------ | ------ | ------------------ |
| Gastgeber                       | 7. September 2013 | Buenos Aires | 1      | Japan              |
| Schwimmweltmeisterschaften 2019 | 12.–28. Juli 2019 | Gwangju      | 3      | China              |
| Schwimmweltmeisterschaften 2019 | 12.–28. Juli 2019 | Gwangju      | 3      | Großbritannien     |
| Schwimmweltmeisterschaften 2019 | 12.–28. Juli 2019 | Gwangju      | 3      | ROC                |
| Weltcup 2021                    | 1.–6. Mai 2021    | Tokio        | 4      | Kanada             |
| Weltcup 2021                    | 1.–6. Mai 2021    | Tokio        | 4      | Mexiko             |
| Weltcup 2021                    | 1.–6. Mai 2021    | Tokio        | 4      | Südkorea           |
| Weltcup 2021                    | 1.–6. Mai 2021    | Tokio        | 4      | Ukraine            |
| Gesamt                          | Gesamt            | Gesamt       | 8      | 8                  |

## Finale
| Platz | Name                                   | Nation         | Sprung | Sprung | Sprung | Sprung | Sprung | Sprung | Sprung |
| Platz | Name                                   | Nation         | 1      | 2      | 3      | 4      | 5      | 6      | Punkte |
| ----- | -------------------------------------- | -------------- | ------ | ------ | ------ | ------ | ------ | ------ | ------ |
| 1     | Tom Daley Matty Lee                    | Großbritannien | 52,80  | 54,60  | 79,68  | 93,96  | 89,76  | 101,01 | 471,81 |
| 2     | Cao Yuan Chen Aisen                    | China          | 54,00  | 57,60  | 90,78  | 73,44  | 93,24  | 101,52 | 470,58 |
| 3     | Alexander Bondar Wiktor Minibajew      | ROC            | 52,80  | 51,60  | 78,54  | 89,64  | 77,70  | 89,64  | 439,92 |
| 4     | Diego Balleza Kevin Berlín             | Mexiko         | 50,40  | 50,40  | 76,80  | 75,48  | 72,15  | 82,08  | 407,31 |
| 5     | Vincent Riendeau Nathan Zsombor-Murray | Kanada         | 52,20  | 52,80  | 74,88  | 79,20  | 65,28  | 80,64  | 405,00 |
| 6     | Oleh Serbin Oleksij Sereda             | Ukraine        | 47,40  | 49,20  | 80,64  | 79,20  | 72,00  | 72,00  | 400,44 |
| 7     | Kim Yeong-nam Woo Ha-ram               | Südkorea       | 48,60  | 42,60  | 73,92  | 73,44  | 82,08  | 75,48  | 396,12 |
| 8     | Hiroki Itō Kazuki Murakami             | Japan          | 51,00  | 52,20  | 72,00  | 65,70  | 59,40  | 76,80  | 377,10 |